# Black Ark in Dub
A Black Ark in Dub egy 1991-es válogatáslemez  Lee "Scratch" Perry-től.

## Számok
1. Jah
2. Cool Rockers
3. Lion
4. Rasta Man
5. Camp
6. Ethiopia
7. How Deep
8. Loving
9. Money
10. In The Valley
11. Dreadlock
12. Guidance
13. Irie Irie
14. Grumbling